# 天使公園
天使公園（俄语：Парк ангелов）是位於俄羅斯克麥羅沃的一座廣場及紀念公園，坐落在2018年3月25日因克麦罗沃火灾燒毀的冬季櫻桃購物中心遺址上，以紀念喪生的民眾。廣場由美國景觀設計師約翰·魏德曼（John Weidman）設計，名稱則根據公開的網路投票決定。2019年9月15日正式開放。

## 歷史
2018年5月，克麥羅沃州長謝爾蓋·齊維列夫於其VKontakte頁面宣布將拆除燒毀的購物中心，並指出在9月1日前，所有拆除工作將完成，並將在該處建造一個公園。
整體工程於2019年3月5日開始進行，根據設計者魏德曼的說法，廣場的設計考慮到了受害者親屬的意願──有些人希望該處成為一個紀念地，而另一些人希望廣場成為一個適合家庭娛樂的地方。同年8月21日，在遺址附近豎起了一塊臨時紀念碑，經常有居民帶著鮮花和玩具來悼念遇難者。

## 設施
廣場被帶有瀑布的牆分為兩部分。其中一部分有人行道和用天然石材裝飾的草坪；另一區塊則主要作為兒童遊戲區，有兒童滑梯、鞦韆和噴泉等設施。
圓形廣場內，有一個紀念亭，另一處則有一座小教堂，兩者都刻有火災中遇難者的姓名，還有一座小型圓形塔樓，可俯瞰公園景觀。另外公園裡種了60棵松樹，以紀念60名遇難者；樹木安裝在特殊的金屬防護裝置中，並用繩子包裹，以確保兒童安全。
- 廣場及公園景觀
- 『天使公園』
- 夜間景觀
- 公園中的紀念教堂
- 塔樓
- 紀念樹